# 中野大橋
中野大橋（日语：／）是日本東北中央自動車道（E13）上的一座桥梁，位于福岛县福島市飯坂町中野米澤八幡原IC福島大笹生IC之间，全长754米，2012年建成通车。